# Modletice
Modletice är en ort i Tjeckien.   Den ligger i regionen Mellersta Böhmen, i den centrala delen av landet, 18 km sydost om huvudstaden Prag. Modletice ligger 361 meter över havet och antalet invånare är 355.
Terrängen runt Modletice är lite kuperad.Runt Modletice är det ganska tätbefolkat, med 111 invånare per kvadratkilometer. Närmaste större samhälle är Prag, 17,9 km nordväst om Modletice. Trakten runt Modletice består till största delen av jordbruksmark.